# قرار مجلس الأمن التابع للأمم المتحدة رقم 1289
قرار مجلس الأمن التابع للأمم المتحدة رقم 1289 الذي اتخذ بالإجماع في 7 فبراير 2000 بعد الإشارة إلى القرارات 1171 (1998)، و 1181 (1998)، و 1231 (1999)، و 1260 (1999)، و 1265 (1999)، و 1270 (1999) بشأن الحالة في سيراليون، مدد المجلس ولاية بعثة الأمم المتحدة في سيراليون لمدة ستة أشهر، ووسع نطاق عنصرها العسكري.

## وصلات خارجية
- Text of the Resolution at undocs.org